# シッキム国家会議派
シッキム国家会議派（しっきむ こっかかいぎは、Sikkim State Congress）は、シッキム王国の政党（1947年12月7日 - 1972年8月15日）。王国初の政党で当初はシッキムのインド編入、反王室、民主制度導入などを主張したが、後の一時期には親王室に転じるなどした。以下、本記事では略称の「SSC」をもって同党を記述する。

## 事績

### 当初の活動
第2次大戦後のシッキム王国では、政治団体に準じる福祉団体が複数出現し、第11代国王タシ・ナムゲルもこれを黙認する形をとった。そしてこれらの福祉団体の指導者たちが合同する形で、1947年12月7日に首都ガントクでSSCが王国初の政党として結成された。主な指導者にはタシ・ツェリン（Tashi Tsering）、カジ・レンドゥプ・ドルジ、カシ・ラジ・プラダン（Kashi Raj Pradhan）、チャンドラ・ダス・ライ（Chandra Das Rai）などがおり、初代総裁にはタシ・ツェリンが就任した。SSCは移住民ながら多数派であるネパール系住民を中心に構成され、シッキムのインドへの編入や民主主義制度導入、地主制廃止などを主張した。
SSCの党規・党旗はインド国民会議派のものをそのまま使用しており、指導者はガンディー帽をかぶるなど、SSC自身がインド国民会議派のシッキム支部とみなしていた。翌年、SSCに対抗する政党としてシッキム国民党（SNP）が成立し、この政党は原住民・支配階層ながら少数派であるブティヤ・レプチャ系住民を中心として構成され、シッキム独立やシッキム王室（ナムゲル朝）擁護の姿勢を掲げた。そのためSSCとSNPは激しく対立し、シッキムのインド編入を唱えるSSCをSNPは「売国奴」と非難していた。
SSCは国王タシ・ナムゲルに政治・経済・社会の改革を要求し、「地代不払」や「納税拒否」を掲げて各種運動を開始する。運動は1949年2月に頂点に達し、王室はSSC指導者を逮捕したが、かえって情勢は悪化してしまう。タシ・ナムゲルは指導者たちを無条件釈放した上で、インド弁務官の斡旋によりSSC代表3人と王室任命代表2人で構成される暫定人民政府を同年5月9日に組織した。しかしこの政府は対立がすぐに顕在化して機能せず、6月6日に早くも崩壊、結局はインドの再介入により1950年12月のインド・シッキム条約調印に至る。これにより立法府としてのシッキム王国参事院（State Council）と内閣に相当する行政参事会（Executive Council）が成立したが、SSCが要求するような民主政府（人民政府）の設立には程遠く、指導者たちは不満を抱いた。これは、タシ・ナムゲルが親インド姿勢を示すことで国内秩序安定を図り、インドもこれを支持していたことが原因であった。

### 党の変質
1953年に総裁のタシ・ツェリンが死去したため、後任にはカジ・レンドゥプ・ドルジが選出された。同年の第1回参事院選挙にSSCは参加する。当初の参事院は「ブティヤ・レプチャ系」と「ネパール系」の双方のコミュニティを平等に扱う（6議席ずつ分配）コミュナル選挙制度を採用しており、しかも国王指名議員5議席もあった。そのためライバルのSNPにとってはかなり有利な制度であったと言え、SSCは参加したもののこの選挙は茶番であるなどと非難した。選挙結果は、SNPが「ブティヤ・レプチャ系」の6議席を確保、SSCが「ネパール系」の6議席を確保する結果に終わった。
それからまもなく、反王室派のカジ・レンドゥプ・ドルジと王室への接近を始めたカシ・ラジ・プラダン、ナハクル・プラダン（Nahakul Pradhan）との指導者同士の対立が顕在化し、反王室派のドルジは1958年の第2回参事院選挙（選挙議席14）直前に離党、新党スワタントラ・ダルを結成した。これによりカシ・ラジ・プラダンがSSC総裁となっている。第2回参事院選挙では党分裂にもかかわらずSSCがSNPの6議席を上回る8議席を獲得して第1党となった。ところが選挙直後にカシ・ラジ・プラダンとナハクル・プラダンの選挙違反が発覚、当選無効とされてしまう（この時、SNP総裁のソナム・ツェリンも同様の処分を受けた）。これにより1960年に補欠選挙が実施されたが、復帰を目論むカシ・ラジ・プラダンとそれを望まない同僚のチャンドラ・ダス・ライとが同一選挙区で激突、後者が勝利する結果に終わった。ところがライは王室から「手強い民主主義者」と見なされて行政参事会委員への就任を拒否されてしまう。
1960年5月28日、王室やインドの統治、SSCの変節ぶりに不満を抱いた政治家たちが結集して、新たにシッキム国民会議派（SNC）が結成された。やはりネパール系主体の政党だが、これにはスワタントラ・ダルからカジ・レンドゥプ・ドルジ、SSCからチャンドラ・ダス・ライ、さらにSNPからソナム・ツェリンも参加し、ドルジが総裁に就任した。この結果、親王室に転じていたSSCは存在感を急激に失い、参事院でもSNP（6議席）、SNC（4議席）に次ぐ第3党（3議席）に転落した。1967年の第3回参事院選挙（選挙議席18）では、SNC8議席、SNP5議席を下回る2議席まで減少している。

### シッキム人民会議派へ
1963年に第12代国王として即位していたパルデン・トンドゥプ・ナムゲルは、父王の親インド路線を転換して反印・シッキム独立路線を推進するようになり、1970年以降その運動が激化していく。1970年の第4回参事院選挙（選挙議席18）では引き続きSSCは親王室路線をとったが、第3党の地位こそ変わらなかったものの議席数は4へと倍増した。これはSNCの党内紛争などの影響も大きい。しかし次第にSSCは反印・独立路線の強化の裏返しとしてのネパール系への差別を恐れるようになり、ついに反王室へと回帰していく。1972年8月15日、同じネパール系の新党シッキム人民党（SJP）と合併して、シッキム人民会議派（SJC）を結成した。

## 注
1. ↑  落合（1986）、211-212頁。
2. ↑  落合（1986）、212-214頁。
3. ↑  落合（1986）、215-219頁。
4. ↑  落合（1986）、225頁。
5. ↑  落合（1986）、221-222頁。
6. ↑  落合（1986）、224-225頁。
7. ↑  落合（1986）、225-228頁。
8. ↑  落合（1986）、228頁。
9. ↑  落合（1986）、234頁。
10. ↑  落合（1986）、257頁。
11. ↑  落合（1986）、267頁。